# Bougainvillia
Genre
Synonymes
- Atractylis (Wright, 1858)[2]
- Corynopsys (Allman, 1854)
- Hippocrene (Brandt, 1835)
- Lizusa (Haeckel, 1879)
- Margelis (Steenstrup, 1850)
- Perigonimus (M. Sars, 1846)

Bougainvillia est un genre d'hydrozoaires de la famille des Bougainvilliidae.

## Liste d'espèces
Selon World Register of Marine Species (21 août 2015) :
- Bougainvillia Mertensii L. Agassiz, 1862
- Bougainvillia aberrans Calder, 1993
- Bougainvillia aurantiaca Bouillon, 1980
- Bougainvillia balei Stechow, 1924
- Bougainvillia bitentaculata Uchida, 1925
- Bougainvillia bougainvillei (Brandt, 1835)
- Bougainvillia britannica (Forbes, 1841)
- Bougainvillia carolinensis (McCady, 1859)
- Bougainvillia chenyapingii Xu, Huang & Guo, 2007
- Bougainvillia crassa Fraser, 1938
- Bougainvillia dimorpha Schuchert, 1996
- Bougainvillia frondosa Mayer, 1900
- Bougainvillia fulva Agassiz & Mayer, 1899
- Bougainvillia glorietta Torrey, 1904
- Bougainvillia inaequalis Fraser, 1944
- Bougainvillia involuta Uchida, 1947
- Bougainvillia lamellata Xu, Huang & Liu, 2007
- Bougainvillia longicirra Stechow, 1914
- Bougainvillia longistyla Xu & Huang, 2004
- Bougainvillia macloviana Lesson, 1830
- Bougainvillia meinertiae Jäderholm, 1923
- Bougainvillia multicilia (Haeckel, 1879)
- Bougainvillia multitentaculata Foerster, 1923
- Bougainvillia muscoides (Sars, 1846)
- Bougainvillia muscus (Allman, 1863)
- Bougainvillia niobe Mayer, 1894
- Bougainvillia obscura Bonnevie, 1898
- Bougainvillia pagesi Nogueira & al., 2013
- Bougainvillia papillaris Xu, Huang & Guo, 2014
- Bougainvillia paraplatygaster Xu, Huang & Chen, 1991
- Bougainvillia platygaster (Haeckel, 1879)
- Bougainvillia principis (Steenstrup, 1850)
- Bougainvillia prolifera (von Lendenfeld, 1884)
- Bougainvillia pyramidata (Forbes & Goodsir, 1853)
- Bougainvillia reticulata Xu & Huang, 2006
- Bougainvillia robusta (Fraser, 1938)
- Bougainvillia rugosa Clarke, 1882
- Bougainvillia simplex (Forbes & Goodsir, 1853)
- Bougainvillia superciliaris (L. Agassiz, 1849)
- Bougainvillia triestina Hartlaub, 1911
- Bougainvillia trinema (von Lendenfeld, 1884)
- Bougainvillia vervoorti Bouillon, 1995